# ميوراس جيرفي
ميوراس جيرفي هي بحيرة متوسطة الحجم تقع في وسط فنلندا. وهي تنتمي إلى منطقة مستجمعات المياه الرئيسي كيمي جوكي. وهي تقع في منطقة فنلندا الوسطى في بلدية بيتي بودس.

## روابط خارجية
- "Lake Muurasjärvi in the Jarviwiki Web Service". jarviwiki.fi (بالفنلندية). Archived from the original on 2019-12-14. (English version may be available.)

‌